# Xenonauts
Xenonauts (русск. Ксенонавты, буквальный перевод — чужие астронавты) — компьютерная игра, разработанная независимой компанией Goldhawk Interactive и выпущенная в июне 2014 года. Игра сделана по мотивам игры X-COM: UFO Defense (1994) и представляет собой смесь пошаговой стратегии и тактической ролевой игры. Как уточняется на официальном сайте проекта, «Это не прямой ремейк; многое было изменено и обновлено, хотя базовая механика и осталась прежней — настолько [изменено], что мы предпочитаем термин „переосмысление“, а не „ремейк“».
| Русскоязычные издания | Русскоязычные издания |
| Издание               | Оценка                |
| --------------------- | --------------------- |
| Riot Pixels           | 70 %                  |

## Общая информация
Действие игры происходит в альтернативном мире в 1979 году, во время холодной войны, когда СССР и США объединяют свои усилия для борьбы с инопланетным вторжением. Как и в оригинальной UFO Defense, игровой процесс разделён на стратегическую и тактическую части.
- В стратегической части игрок создаёт и развивает базы, набирает персонал для них, проводит научные исследования, экипирует солдат, ведёт борьбу с кораблями пришельцев.
- Тактическая часть представляет собой пошаговый наземный бой. Одно из самых значительных нововведений по сравнению с X-COM: UFO Defense — тактический воздушный бой между истребителями-перехватчиками землян и «летающими тарелками».

В наземных миссиях введены альтернативные условия победы, избавляющие игрока от необходимости уничтожить всех инопланетян на карте, а также дружественные игроку солдаты под управлением компьютера. Разработчики игры выразили свой подход к тактическому бою следующим образом: «Вы должны терять юниты из-за своих ошибок, а не из-за невезения, поэтому оружие наподобие бластерной бомбы, способное уничтожить половину вашего подразделения, было убрано и заменено оружием, которому умелый игрок может противостоять».
Игровой движок Playground SDK5 использует псевдотрёхмерную графику.

## Разработка

Скриншот тактического геймплея (альфа-версия), показывающий НЛО, рухнувший на ферму.

Первоначально Xenonauts должна была выйти осенью 2012 года, однако её выход был многократно отложен и состоялся в июне 2014 года.
Публичная демоверсия игры была выпущена 8 мая 2012 года. Через сайт Kickstarter удалось привлечь 154 715 долларов от 4668 вкладчиков. Этот проект был одобрен создателем X-COM Джулианом Голлопом:

— Серия XCOM всегда была очень популярна, а сейчас она на новом пике популярности. Вы хотите работать над новой частью этой франшизы?
— Нет, я думаю, что я завершил с X-COM. Я много раз пытался в течение многих лет вести работы, чтобы получить ремейк, но Firaxis наконец сделала это. Кроме того, есть перспективный и более точный ремейк Xenonauts.
Оригинальный текст (англ.)— XCOM series always had a lot of fans, but now it is at a new peak of popularity. Would you like to work on a new part of this franchise?
— No, I think I am done with X-Com. I tried many times for many years to get a remake underway, but Firaxis finally did it. Also, there is a promising and more faithful remake nearing completion called ‘Xenonauts’.
— Интервью GameStar.ru, 5 декабря 2012 года
В 2016 году разработчики объявили о проекте Xenonauts 2. По их словам, он будет не непосредственным продолжением первой части, а совершенно новой игрой, действие которой будет происходить в несколько иной альтернативной вселенной, во времена Холодной войны. Разработчики решили перейти на движок Unity3D, чтобы сделать игру трёхмерной и легко модифицируемой. Воздушные сражения будут более тактическими и будут происходить в пошаговом режиме, также позволяя участие нескольких истребителей и НЛО одновременно. Враги будут более умными и будут способны адаптироваться к тактическим решениям игрока. Со стратегической точки зрения у игрока будет больше свободы действий в плане расширения организации и проведения исследований.

## Продолжение
В феврале 2016 года Goldhawk официально анонсировал игру Xenonauts 2, выход которой был запланирован на 2017 год. В ноябре 2016 года компания Goldhawk начала распространять альфа-версию Xenonauts 2, выпуская обновления раз в две недели. Позже была выпущена демо-версия цифровым дистрибьютором GOG.com в феврале 2017 года. Разработчики хотели получить обратную связь от сообщества игроков, прежде чем взимать плату за версию игры, находящуюся в процессе разработке через программу раннего доступа Steam. Goldhawk запустил краудфандинговую кампанию на платформе Kickstarter в июле 2018 года, финансовая цель которой была достигнута в течение 8,5 часов. Закрытая бета-версия была выпущена 28 ноября 2018 года для участников краудфандинга на Kickstarter, которые заплатили £25 или более. В анонсе закрытого бета-тестирования разработчики заявили, что игра поступит в продажу в марте 2019 года. Следующая предполагаемая дата выпуска назначена на второй квартал 2023. В начале июня 2023 дата выпуска сменилась на 2023 год без указания числа и месяца.
18 июля 2023 года игра вышла в ранний доступ.